# Glyphodes duponti
Glyphodes duponti is een vlinder uit de familie van de grasmotten (Crambidae), uit de onderfamilie van de Spilomelinae. De wetenschappelijke naam van deze soort is voor het eerst voorgesteld door Joseph de Joannis in een publicatie uit 1915.
De soort komt voor in de Seychellen.